# Matt Wilson

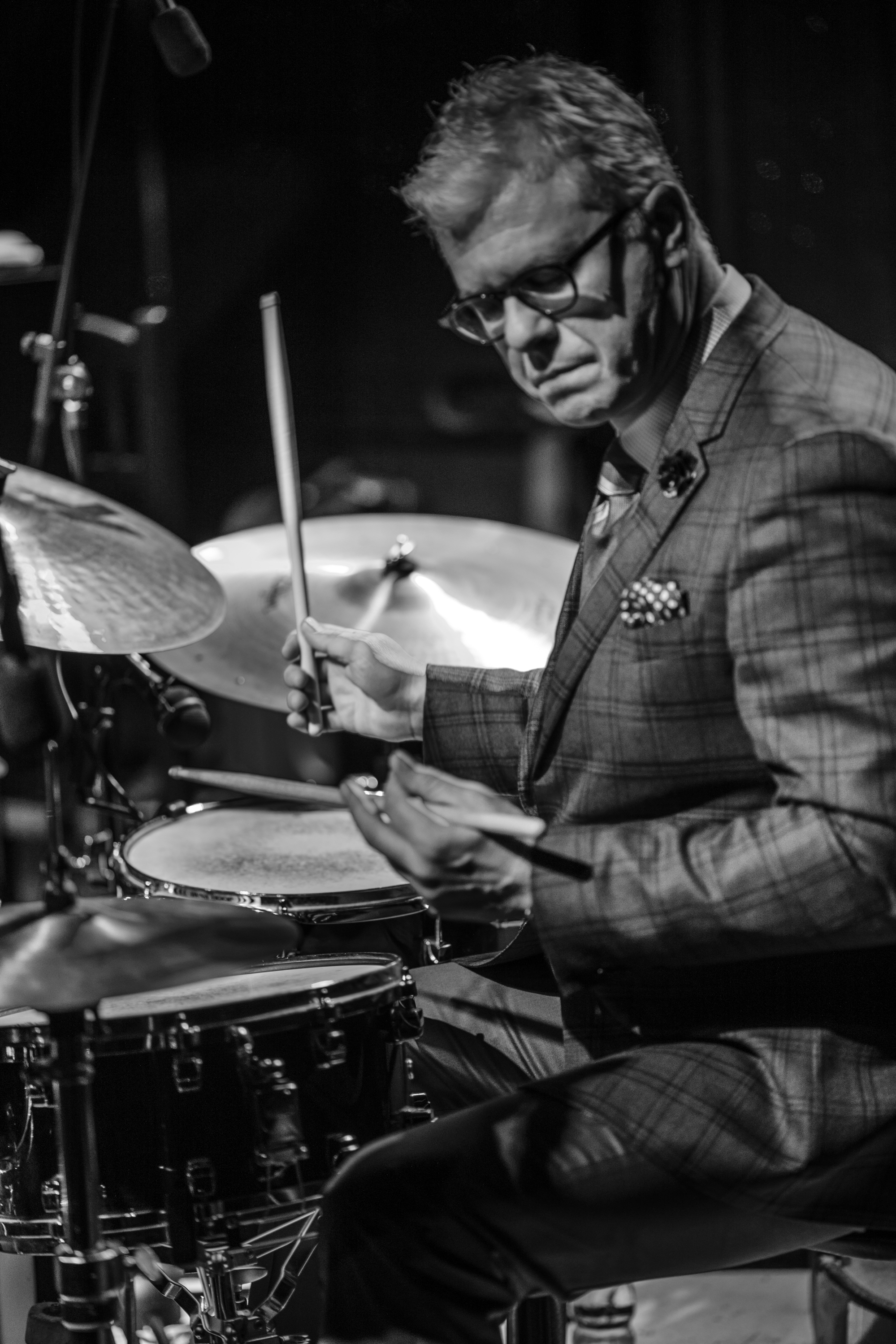
Matt Wilson (2017)

Matt Wilson (* 27. September 1964 in Knoxville in Illinois) ist ein US-amerikanischer Jazzmusiker (Schlagzeug, Komposition) und Bandleader.

## Leben und Wirken
Wilson studierte Schlagzeug und Percussion an der Wichita State University und arbeitete im heimatlichen Mittleren Westen als Lehrer und Freelancer. 1987 zog er nach Boston, wo er im Either/Orchestra und dem Charlie Kohlhase Quartet spielte, und schließlich 1992 nach New York City, wo er als Teil der Avantgarde-Szene in Downtown u. a. mit Dewey Redman und Cecil McBee spielte. Er ist dort Teil des „Jazz Composers Collective“ (u. a. Ted Nash, Ben Allison, Frank Kimbrough) und spielte regelmäßig auf deren jährlichem „Collective Festival“ im „Jazz Standard Club“. Er war auch im „Herbie Nichols Project“ von Allison und Kimbrough. Er arbeitete auch mit Billie Mays, Andrew Hill, Ray Anderson, Buster Williams, Jane Ira Bloom, Fred Hersch, Bob Bowen, Mario Pavone (Remembering Thomas, 1999), Denny Zeitlin (Live at Mezzrow, 2020) und tourte mit Charlie Haden und Lee Konitz.
1996 gründete er sein „Matt Wilson Quartet“ mit den Saxophonisten Andrew D’Angelo (Alt-Saxophon, Bass-Klarinette) und Jeff Lederer (Tenor-Saxophon, Klarinette) und dem Bassisten Yosuke Inoue.
Wilson tourte mit der Band „Arts and Crafts“, die er 2000 gründete, mit dem Trompeter (und Flügelhornisten) Terell Stafford, dem Organisten (Hammondorgel, auch Klavier, Akkordeon) Gary Versace und dem Bassisten (auch Klarinette) Dennis „d big head“ Irwin. Er arbeitete an einer Komposition nach Gedichten von Carl Sandburg, der wie er aus Illinois stammt und dessen Gedichte er auch bei Auftritten rezitierte.
Wilson unterrichtet mit seinem Quartett auf „Educational Workshops“ in Schulen und Universitäten (auch für Kinder) und arbeitet an einem Buch über Improvisation (2008). Er schreibt regelmäßig für Modern Drummer Magazine.
Wilson hat mehrere Alben bei Palmetto Records veröffentlicht wie As Wave Follows Wave 1996 (mit Dewey Redman und Cecil McBee, sein Debütalbum), Going Once, Going Twice 1998, Smile 1999, Arts and Crafts 2001, Wake Up! (To what’s happening) 2004, The Scenic Route 2007 und 2016 Beginning of a Memory. 2007 präsentierte er sich auf dem JazzFest Berlin. Er spielte auch auf dem Newport Jazz Festival und war 2006 Artist in Residence auf dem Klassik- und Jazzfestival in Juneau in Alaska. 2017 legte er die Produktion Honey and Salt: Music Inspired by the Poetry of Carl Sandburg (Palmetto) vor, gefolgt von Hug! (Palmetto) mit seinem Quartett mit Saxophonist Jeff Lederer, Kornettist Kirk Knuffke und Bassist Chris Lightcap. Auch trat er mit David Tronzo, Mario Pavone und Tom Varner auf und arbeitete in den Bands von Michael Blake, Dena DeRose und Frank Kimbrough. Zu hören ist er u. a. auch auf Jeff Lederers Alben Eightfold Path (2021),  Schoenberg on the Beach (2023) und Guilty!!! (2024). Im Leap Day Trio (Live at the Cafe Bohemia, 2023) spielte er mit Lederer und Mimi Jones.

## Preise und Auszeichnungen
2004 wurde er von der Jazz Journalists Association als „Drummer of the Year“ nominiert, und ebenso als „Artist deserving wider recognition“ beim Bird Award. 2003, 2004 und 2005 war er „Rising Star Drummer of the Year“ in den Critics Polls bei Down Beat. Sein „Arts and Crafts“ wurde 2005 unter die „Top accoustical groups“ bei Down Beat gewählt. 2004 gewann er den Readers Poll bei „Modern Drummer Magazine“.

## Lexigraphische Einträge
- Wolf Kampmann (Hrsg.), unter Mitarbeit von Ekkehard Jost: Reclams Jazzlexikon. Reclam, Stuttgart 2003, ISBN 3-15-010528-5.